# 静岡県道374号浜松袋井線
静岡県道374号浜松袋井線（しずおかけんどう374ごう はままつふくろいせん）は、静岡県浜松市、磐田市、袋井市を通る一般県道である。

## 概要

### 路線データ
- 陸上距離：11.3 km
- 起点：浜松市中央区笠井町（静岡県道65号浜松環状線交点）
- 終点：袋井市上山梨（静岡県道58号袋井春野線・静岡県道271号掛川山梨線交点）

※2000年代前半（2004年ごろ?）までの起点は浜松市中央区恒武町（笠井交番南交差点・静岡県道45号天竜浜松線交点）だった（後述）。

## 歴史
磐田市内（磐田原台地より下）では、長らく途切れていた所（静岡県道44号磐田天竜線交点 - 静岡県道283号横川磐田線交点）があったが、1997年（平成9年）にかささぎ大橋の開通以後、2004年（平成16年）までに磐田原台地を登り降りする坂を設置する延伸工事を行った。これにより、全線繋がった。浜松市内では、かつては静岡県道45号天竜浜松線交点・笠井交番南交差点で終点だったが、2000年代前半（時期不明）に静岡県道65号浜松環状線の整備により、この県道も整備・延伸して静岡県道65号浜松環状線と接続できるようになった。終点の上山梨交差点では、2020年（令和2年）12月23日に都市計画道路山梨中央通り線が開通したため、静岡県道271号掛川山梨線と繋がった。

## 路線状況
太田川の深見橋で静岡県道61号浜北袋井線と静岡県道277号磐田山梨線が重複している。途中にはかささぎ大橋がある。

### 重複区間
- 静岡県道61号浜北袋井線 (0.1 km)
- 静岡県道277号磐田山梨線 (3.8 km)

## 地理
磐田市笠梅 - 同市向笠竹之内間の坂道は急カーブが多い。

### 通過する自治体
- 静岡県
  - 浜松市（中央区） - 磐田市 - 袋井市

### 交差する道路
起点から順に
- 静岡県道65号浜松環状線
- 静岡県道45号天竜浜松線
- 静岡県道344号二俣浜松線
- 静岡県道343号上野部豊田竜洋線
- 静岡県道44号磐田天竜線
- 静岡県道283号横川磐田線
- 静岡県道277号磐田山梨線
- 静岡県道61号浜北袋井線
- 静岡県道273号山梨敷地停車場線
- 静岡県道58号袋井春野線
- 静岡県道271号掛川山梨線